# Schivenoglia
Schivenoglia är en ort och kommun i provinsen Mantua i regionen Lombardiet i Italien. Kommunen hade 1 161 invånare (2018).